# Projecte Bluebird

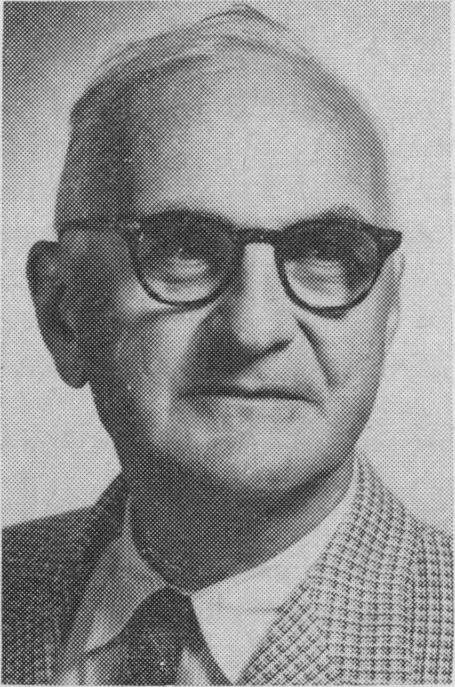
Donald Ewen Cameron, el psiquiatre escollit per la CIA per a realitzar el Projecte Bluebird.

El Projecte Bluebird (que vol dir "Ocell blau" en català) fou un dels programes de control mental realitzats per la CIA, duts a terme entre els anys 1951 i 1953, aquest tenia l'objectiu de rentar el cervell dels detinguts, manipular-los, i inculcar-los noves idees i valors. Durant aquest període l'CIA autoritzà a professionals psiquiatres llicenciats per a realitzar tals experiments, com per exemple la creació de noves identitats, induir a amnèsia, crear múltiples personalitats i crear també falsos records.
La major part dels experiments del Projecte Bluebird es varen dur a terme a clíniques psiquiàtriques al Canadà pel doctor Ewen Cameron, el qual realitzà els experiments a pacients de l'hospital.